# Frida & dansbandet
Frida & dansbandet var ett dansband från Eskilstuna i Sverige under 1990-talet. Bandet debuterade år 1993 under namnet Distance med livealbumet Distance live från scen.
1995 släpptes första singeln, som innehöll sången "När du ler", som är en text på svenska av Frida Edström till Love Grows (Where My Rosemary Goes). Efter ytterligare en singel, "Två ensamma själar", som testades på Svensktoppen 1996, bytte bandet namn till Frida & dansbandet, och släppte femspårssingeln "Just den man som du behöver" 1997. Titelmelodin testades den 2 augusti 1997 på Svensktoppen.
I mitten av 1998 släpptes singeln "Sommarlåten". Under första halvan av 1999 släppte man singeln "Kärleken vann".
1999 belönades bandet med Eskilstuna kommuns musikpris.
I januari år 2000 meddelades definitivt att bandet läggs ned. Nedläggningen skedde då trummisen John Plan tackat ja till ett erbjudande som trummis i Mickeys från Östersund. Frida & dansbandet nådde semifinalen i svenska dansbandsmästerskapen 1999.
När bandet splittrades gick bandets sångerska Frida Edström till Miami.

## Diskografi

### Album
| Titel                   | Utgivning | Källor |
| ----------------------- | --------- | ------ |
| Distance live från scen | 1993      | [ 10 ] |

### Singlar
| Titel                                           | Utgivning | Källor |
| ----------------------------------------------- | --------- | ------ |
| När du ler (Love Grows (Where My Rosemary Goes) | 1995      | [ 11 ] |
| Två ensamma själar                              | 1996      | [ 12 ] |
| Just den man som du behöver                     | 1997      | [ 13 ] |
| Sommarlåten                                     | 1998      |        |
| Kärleken vann                                   | 1999      | [ 14 ] |

## Medlemmar
- Janne Auvinen - gitarr, sång
- Daniel Wallin - gitarr (medlem 1996-1998)
- John Plan - trummor
- Frida Edström - sång
- Tomas Norberg - bas
- Ulf Härnström - keyboard, sång

### Fotnoter
1. ↑  P4 Sörmland, 27 november 2008, läs online, läst: 4 juli 2025.[källa från Wikidata]
2. ↑  Eskilstuna kommuns musikpris, 2024, läs online, läst: 4 juli 2025.[källa från Wikidata]
3. ↑  ”Svensktoppen lördag 2 augusti 1997”. Sveriges Radio. 2 augusti 1997. https://sverigesradio.se/p4/svetop/1997/970728sv.htm. Läst 16 september 2010.
4. ↑  ”Svensktoppen lördag 9 augusti 1997”. Sveriges Radio. 2 augusti 1997. https://sverigesradio.se/p4/svetop/1997/970804sv.htm. Läst 16 september 2010.
5. ↑  Michael Nystås (6 april 1999). ”Nu måste det lossna för Frida” (på svenska). Aftonbladet. https://wwwc.aftonbladet.se/noje/kronikor/dans/dans990406.html. Läst 13 september 2008.
6. ↑  ”Musikpris till Wildfire Willie and the Ramblers” (på svenska). Sveriges Radio. 27 november 2008. https://sverigesradio.se/artikel/2472110. Läst 3 maj 2021.
7. ↑  ”Eskilstuna kommuns musikpris”. Eskilstuna kommun. 5 juli 2024. https://www.eskilstuna.se/kommun-och-politik/hallbar-stad/priser-och-utmarkelser/eskilstuna-kommuns-musikpris. Läst 4 juli 2024.
8. ↑  ”Nu går de skilda vägar”. Eskilstunakurriren. 24 januari 2000. Arkiverad från originalet den 12 augusti 2007. https://archive.is/20070812031040/http://www.ekuriren.se/hermes/article/EK_20000124_13_1_2.html. Läst 13 september 2008.
9. ↑  Michael Nystås (14 november 1999). ”Allsångsklass, Sound Express” (på svenska). Aftonbladet. https://www.aftonbladet.se/nojesbladet/a/5VnQE6/allsangsklass-sound-express. Läst 3 maj 2021.
10. ↑  Distance live från scen på Svensk mediedatabas
11. ↑  När du ler på Svensk mediedatabas
12. ↑  Två ensamma själar på Svensk mediedatabas
13. ↑  Just den man som du behöver på Svensk mediedatabas
14. ↑  Kärleken vann på Svensk mediedatabas